# Чик-Єлга
Чик-Єлга́ (рос. Чик-Елга, башк. Сикйылға) — присілок у складі Архангельського району Башкортостану, Росія. Входить до складу Арх-Латиської сільської ради.
Населення — 63 особи (2010; 71 в 2002).
Національний склад:
- росіяни — 66 %
- башкири — 27 %